# G8 del 2009
Il 35º vertice del G8 si è svolto all'Aquila dall'8 al 10 luglio 2009. La riunione è stata guidata dal presidente del Consiglio italiano Silvio Berlusconi e si è tenuta nella Scuola ispettori e sovrintendenti della Guardia di Finanza.

## Storia

### L'organizzazione del G8 di La Maddalena
Nel giugno del 2007 fu annunciato dal presidente del Consiglio dei ministri italiano Romano Prodi che il summit del G8 del 2009 si sarebbe svolto in Italia e che la sede dei lavori sarebbe stata l'isola di La Maddalena, in Sardegna, per rilanciare l'economia dell'arcipelago dopo lo smantellamento della base navale statunitense. Il capo del dipartimento della protezione civile, Guido Bertolaso, fu allora nominato commissario del governo responsabile dell'organizzazione dell'evento, mentre Angelo Balducci fu incaricato della realizzazione delle opere. Il governo Prodi stanziò 100 milioni di euro per le infrastrutture da realizzare a La Maddalena e 522 milioni per la realizzazione della superstrada Sassari-Olbia.

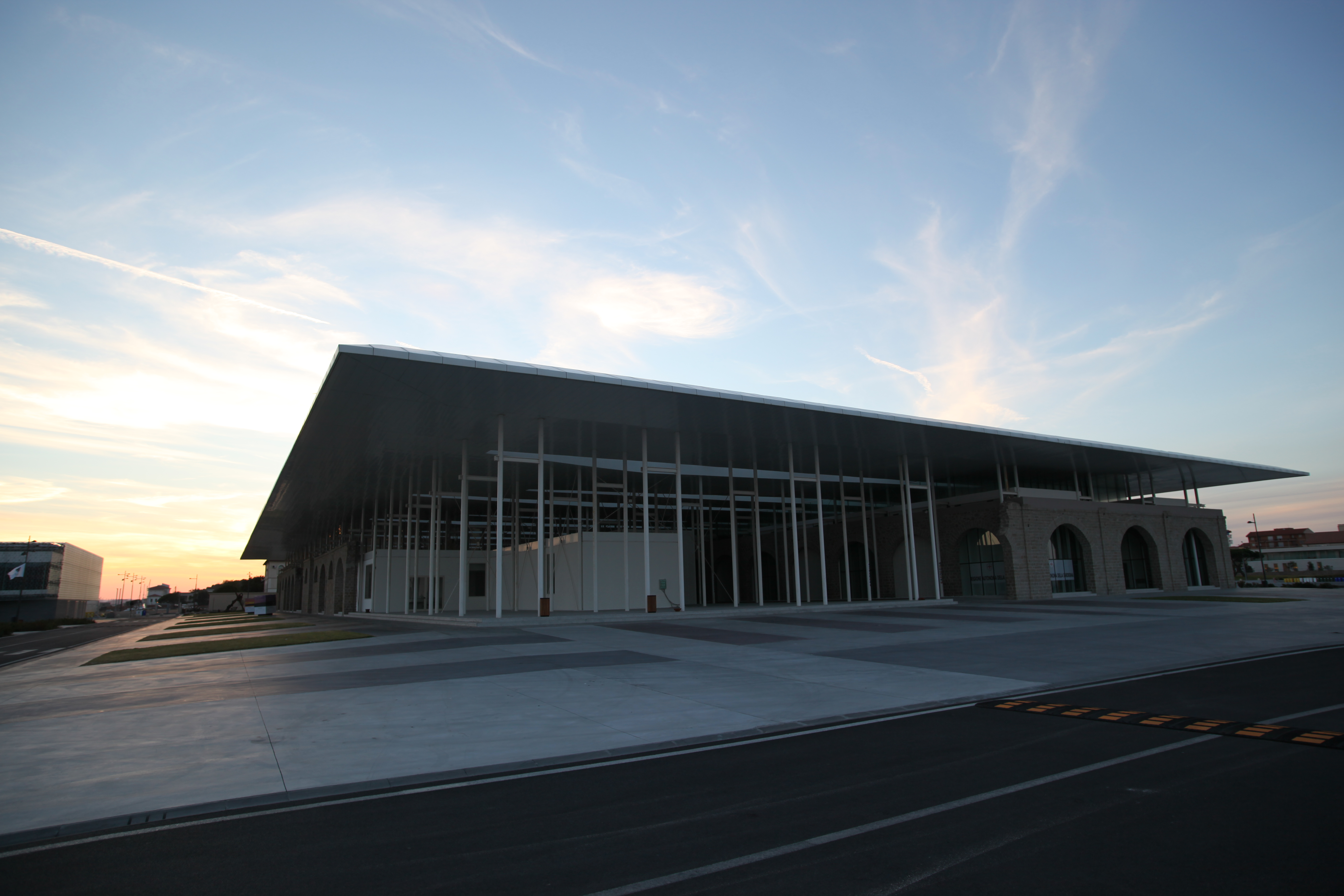
Strutture dell'arsenale di La Maddalena, realizzate in origine per ospitare il summit, poi spostato all'Aquila.

A seguito delle elezioni politiche anticipate del 2008 Silvio Berlusconi sostituì Prodi come presidente del Consiglio e confermò la decisione di voler tenere il G8 sull'isola, nonostante alcune indiscrezioni di stampa avessero riportato una presunta volontà di portare l'evento nella città di Napoli. Lo stesso presidente del Consiglio ventilò la possibilità di tenere almeno una riunione nel capoluogo partenopeo, facendo spostare il leader via mare in nave; a causa di ritardi nei lavori per la realizzazione delle strutture nel sito sardo, vennero fuori ulteriori indiscrezioni di possibili trasferimenti a Cernobbio, nelle sedi di villa d'Este e villa Erba, a Pratica di Mare, presso l'Aeroporto militare Mario de Bernardi, e a villa Certosa, residenza estiva di Berlusconi stesso, situata sempre nel nord della Sardegna.
Intanto, in occasione della 34ª edizione del summit, svoltasi a luglio nella città giapponese di Tōyako, Berlusconi confermò che l'incontro italiano avrebbe mantenuto l'assetto standard a otto, affermando che la proposta francese di un allargamento agli Stati emergenti non trovasse supporto sufficiente; il presidente del Consiglio, tuttavia, affermò di voler coinvolgere anche altri paesi attraverso incontri allargati, sempre in occasione del G8 italiano dell'anno successivo. Intanto i dubbi sulla sede continuarono insistenti, tanto che la Lega Nord, partito di maggioranza di governo, propose di tenere i lavori a Milano, anche per lanciare l'Expo 2015. A settembre il governo decretò lo stanziamento di 740 milioni di euro per le opere a La Maddalena, mettendo così fine alle speculazioni su un cambio di sede. Nel mese di ottobre, però, con decreto legge il governo revocò i 522 milioni per la realizzazione della superstrada Sassari-Olbia e di 110 milioni di fondi nazionali per le strutture del G8, facendo invece ricadere quest'ultimo importo su fondi regionali; questa decisione fu contestata dal presidente della Sardegna Renato Soru. All'inizio di dicembre fu infine presentato il logo ufficiale dell'evento, raffigurante un globo con delle tartarughe marine, contornato dalla scritta "La Maddalena G8 summit 2009".

### Lo spostamento all'Aquila

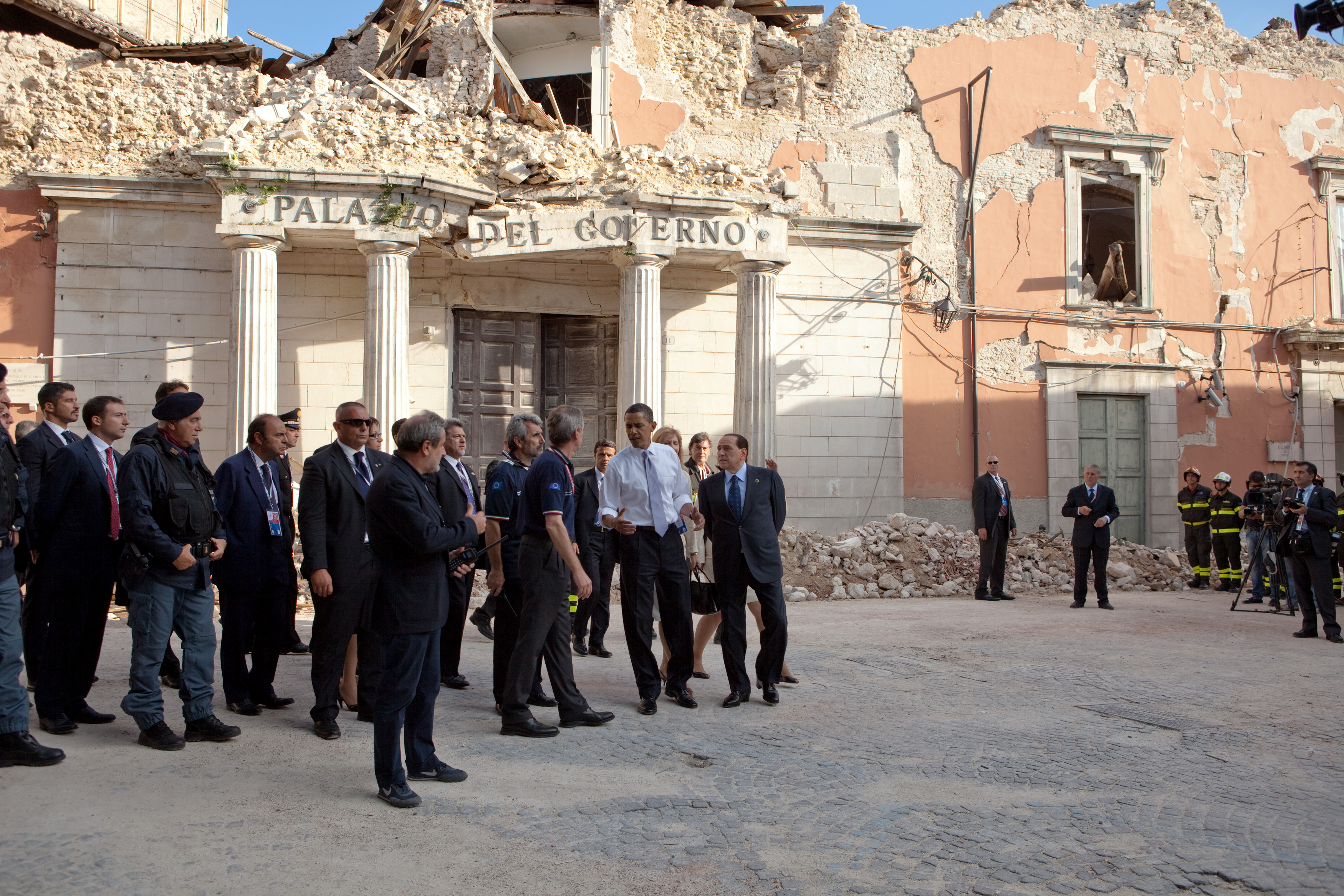
Foto del presidente statunitense Barack Obama davanti al palazzo della Prefettura dell'Aquila, durante una visita al centro storico dell'Aquila, in macerie, insieme a Silvio Berlusconi e Guido Bertolaso.

Il 6 aprile 2009, a tre mesi dall'inizio del summit, un forte terremoto colpì la città dell'Aquila, causando molti morti, feriti e gravi danni al patrimonio; nel corso dei giorni successivi il presidente del Consiglio Berlusconi avanzò l'ipotesi di spostare il summit nel capoluogo abruzzese e la decisione definitiva in tal senso fu presa dal Consiglio dei ministri il 23 aprile 2009, durante una riunione tenuta straordinariamente proprio nella città appenninica; i motivi addotti per la scelta furono sia di natura economica (risparmio di circa € 220 milioni da destinare alla ricostruzione post-sisma), sia per opportunità politica  (il G8 avrebbe discusso anche di catastrofi naturali) e sia perché, come scritto nel comunicato ufficiale della presidenza del Consiglio, "si tratta di un forte segnale per il rilancio di zone così duramente colpite dal terremoto". La decisione suscitò alcune perplessità negli ambienti politici sia di governo sia di opposizione, soprattutto per la situazione difficile di una ricostruzione che non doveva essere ostacolata, e incassò anche la netta contrarietà di alcuni schieramenti; gli enti politici locali aquilani e i sindacati accolsero favorevolmente la notizia, mentre contrastanti furono le reazioni dalla Sardegna, con il sindaco di La Maddalena che si espresse in modo molto critico e il presidente della regione Ugo Cappellacci che invece si disse favorevole.
Come sede principale dei lavori fu scelta la Scuola ispettori e sovrintendenti della Guardia di Finanza, nella periferia occidentale della città dell'Aquila, e fu portata avanti una riqualificazione delle strade della periferia ovest, un ammodernamento dello scalo cittadino dell'aeroporto dei Parchi e un adeguamento della scuola stessa, per diverse decine di milioni di euro a carico dell'erario. Nonostante lo spostamento, comunque, si decise di mantenere invariato il logo, cambiando solo la scritta circolare in "G8 Summit 2009 - From La Maddalena to L'Aquila".
L'evento si trasformò anche in un'occasione utile al Governo per raccogliere fondi esteri per la ricostruzione: di fronte alle macerie del terremoto, Canada, Francia, Germania, Giappone, Regno Unito, Russia e Stati Uniti promisero di sponsorizzare ognuno il restauro di uno dei monumenti aquilani danneggiati dal sisma. Il governo italiano preparò infatti una lista di 44 monumenti colpiti dal sisma e gravemente danneggiati (presentata con il nome di "lista di nozze"), la cui ricostruzione sarebbe potuta essere finanziata da paesi esteri. Non tutti gli edifici riuscirono a ricevere promesse di aiuti e ancor meno furono quelli poi effettivamente sostenuti economicamente; in particolare, la Russia finanziò interamente il restauro di palazzo Ardinghelli e della chiesa di San Gregorio Magno, la Francia per metà i lavori sulla chiesa di Santa Maria del Suffragio e la Germania la chiesa di San Pietro Apostolo, a cui poi si aggiunse il Kazakistan per i finanziamenti all'oratorio di San Giuseppe dei Minimi, mentre il Giappone donò i fondi per la costruzione della L'Aquila Temporary Concert Hall e di un moderno palazzetto sportivo.
In occasione di questo G8, il presidente dell'Abruzzo Giovanni Chiodi donò ad alcuni capi di Stato e di governo e ai loro coniugi 25 presentose, cravatte di seta e 8 bauletti in pelle fatti a mano, tutti oggetti di produzione locale.

## Partecipanti
Alla riunione parteciparono i capi di Stato e di governo dei paesi del G8, a cui si aggiunsero altri capi di Stato e di governo invitati e i vertici di numerose organizzazioni internazionali.

### Leader dei membri del G8

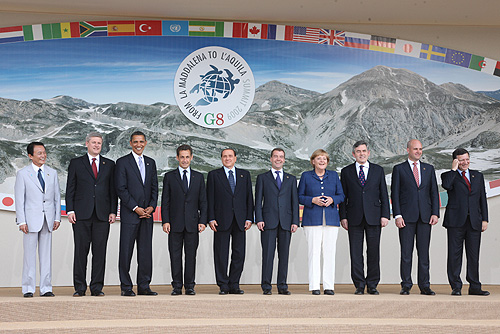
Foto di gruppo dei leader del G8 al primo giorno del vertice.

Canada, con il Primo ministro Stephen Harper

 Francia, con il presidente della Repubblica Nicolas Sarkozy

 Germania, con la Cancelliera federale Angela Merkel

 Giappone, con il Primo ministro Tarō Asō

 Italia, con il presidente del Consiglio dei ministri Silvio Berlusconi (organizzatore)

 Regno Unito, con il Primo ministro Gordon Brown

 Russia, con il presidente Dmitrij Medvedev

 Stati Uniti, con il presidente Barack Obama

 Unione europea, con il presidente della Commissione José Barroso e il ministro di Stato svedese Fredrik Reinfeldt, presidente di turno del Consiglio dell'Unione europea e quindi del Consiglio europeo

### Leader invitati dei membri del G5

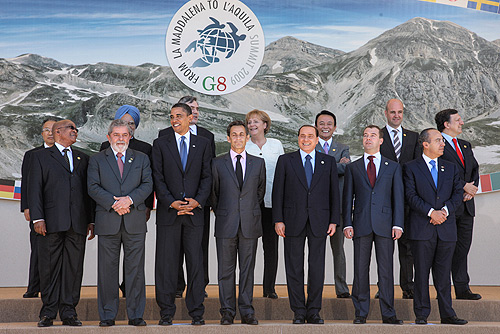
Foto di gruppo dei leader del G8+5.

Brasile, con il presidente Luiz Inácio Lula da Silva

 Cina, con il consigliere di Stato Dai Bingguo

 India, con il Primo ministro Manmohan Singh

 Messico, con il presidente Felipe Calderón

 Sudafrica, con il presidente Jacob Zuma

### Altri leader invitati

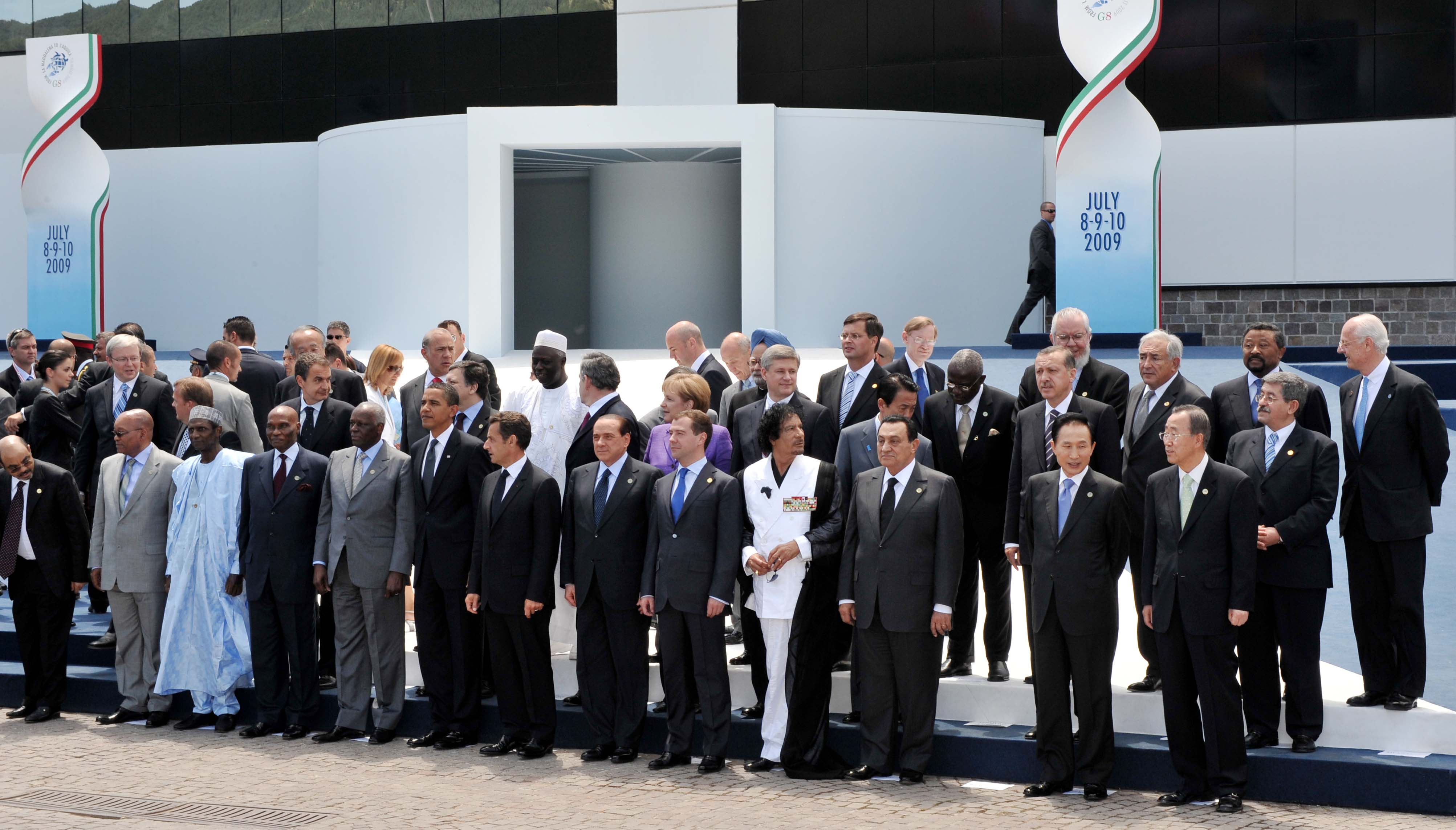
Foto di gruppo dei leader presenti al summit.

Algeria, con il presidente Abdelaziz Bouteflika

 Angola, con il presidente José Eduardo dos Santos

 Australia, con il Primo ministro Kevin Rudd

 Corea del Sud, con il presidente Lee Myung-bak

 Danimarca, con il ministro di Stato Lars Løkke Rasmussen

 Egitto, con il presidente Hosni Mubarak

 Etiopia, con il Primo ministro e presidente della NEPAD Meles Zenawi

 Indonesia, con il presidente Susilo Bambang Yudhoyono

 Libia, con il leader Muʿammar Gheddafi

 Nigeria, con il presidente Umaru Yar'Adua

 Paesi Bassi, con il ministro-presidente Jan Peter Balkenende

 Senegal, con il presidente Abdoulaye Wade

 Spagna, con il presidente del Governo José Luis Rodríguez Zapatero

 Svezia, con il Primo ministro e presidente del Consiglio europeo Fredrik Reinfeldt

 Turchia, con il Primo ministro Recep Tayyip Erdoğan

### Organizzazioni internazionali partecipanti
Agenzia internazionale dell'energia (AIE), con il direttore esecutivo Nobuo Tanaka

Agenzia internazionale per l'energia atomica (AIEA), con il direttore generale Muhammad al-Barādeʿī

Comunità degli Stati Indipendenti (CSI), con il segretario esecutivo Sergej Lebedev

Fondo internazionale per lo sviluppo agricolo (IFAD), con il presidente Kanayo Nwanze

Fondo Monetario Internazionale (FMI), con il direttore generale Dominique Strauss-Kahn

Gruppo della Banca mondiale (BM), con il presidente Robert Zoellick

Organizzazione per la cooperazione e lo sviluppo economico (OCSE), con il segretario generale Ángel Gurría

Organizzazione internazionale del lavoro (OIL), con il direttore generale Juan Somavía

Organizzazione mondiale del commercio (OMC), con il direttore generale Pascal Lamy

Organizzazione mondiale della sanità (OMS), con il direttore generale Margaret Chan

Organizzazione delle Nazioni Unite (ONU), con il segretario generale Ban Ki-moon

Organizzazione delle Nazioni Unite per l'alimentazione e l'agricoltura (FAO), con il direttore generale Jacques Diouf

Organizzazione delle Nazioni Unite per l'educazione, la scienza e la cultura (UNESCO), con il direttore generale Kōichirō Matsuura

Programma alimentare mondiale (WFP), con il direttore esecutivo Josette Sheeran

Unione africana (UA), con il presidente Muʿammar Gheddafi e il presidente della Commissione Jean Ping

## Gli accordi

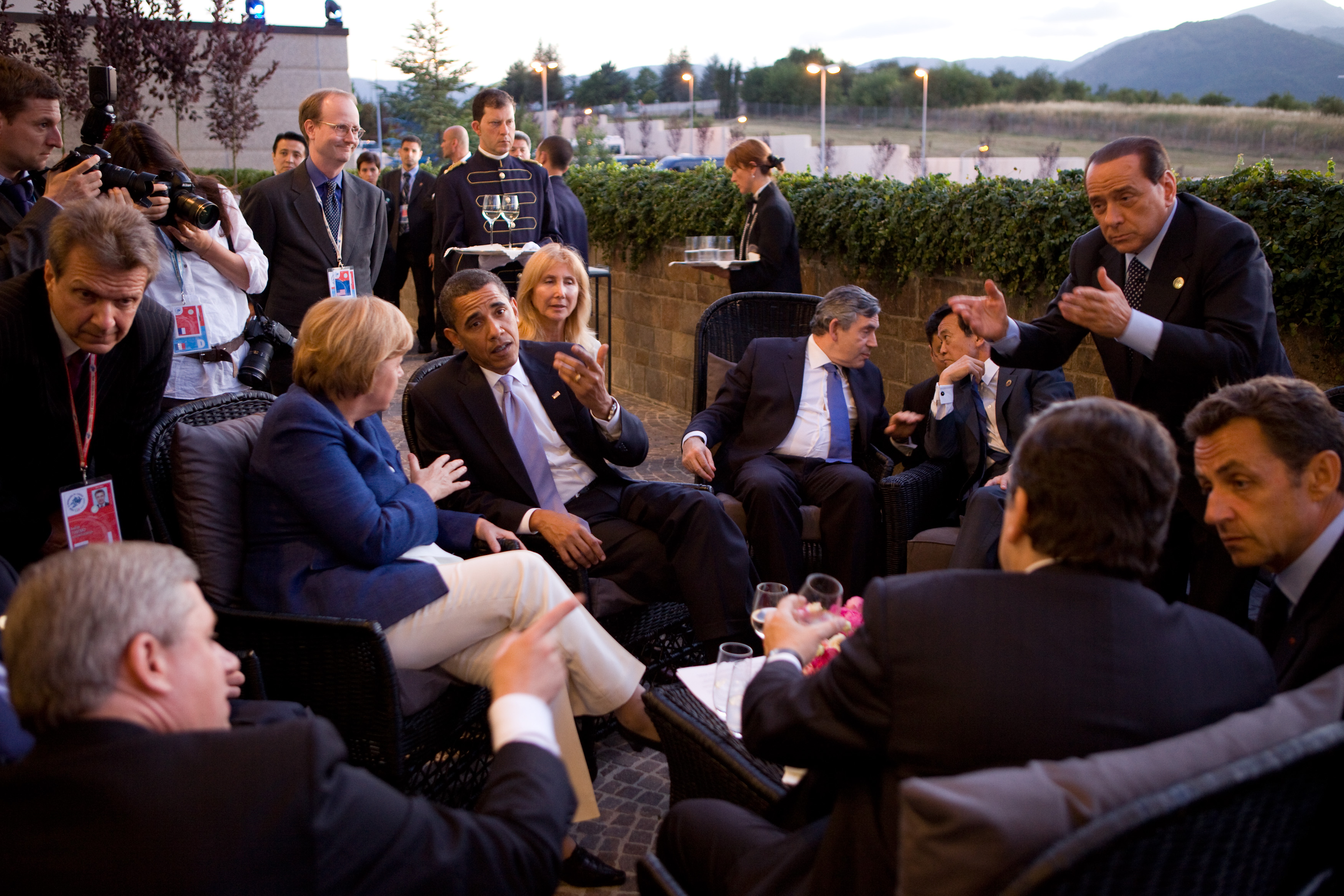
L'Aquila: i leader del G8 dialogano durante il vertice.

### Ambiente e clima
Al termine della sessione sulla lotta ai cambiamenti climatici, i Paesi del G8 hanno definito l'accordo per l'impegno a limitare l'aumento della temperatura globale media a 2 gradi Celsius rispetto ai livelli pre-industriali. Oltre a questo si è trovata un'intesa anche sulla volontà di ridurre del 50% le emissioni globali entro il 2050, rafforzando l'idea di sostegno all'obiettivo dei paesi sviluppati di ridurre le emissioni di gas serra dell'80% entro il 2050.
Tale risultato è stato definito "non vincolante" dalla Cina, che ritiene si debbano differenziare le condizioni dei Paesi sviluppati nei confronti di quelli emergenti e in via di sviluppo. Secondo Pechino, appoggiata anche dall'Egitto, non è condivisibile accomunare un vincolo sulle emissioni di gas serra estendendolo anche a Paesi che intendono proseguire il loro processo di sviluppo, che altrimenti verrebbe vanificato.
Inoltre, per quanto riguarda il tema della biodiversità il vertice ha riconosciuto il suo essenziale contributo per il conseguimento del benessere sociale ed economico dell'umanità e per la riduzione della povertà, ed ha fatto propria inoltre, tra i risultati fondamentali del processo negoziale ambientale, la Carta di Siracusa sulla biodiversità, approvata nel corso del G8 Ambiente di Siracusa, quale strumento effettivo per promuovere una strategia di lungo periodo per la protezione globale della biodiversità.

### Economia
La prima giornata del vertice si è incentrata anche sulla crisi economica che stava coinvolgendo il mondo. Pur ribadendo la permanenza della difficile situazione economica, i leader mondiali si sono trovati d'accordo nel confermare il loro impegno per la lotta alla crisi, prima di tutto facendo leva sull'inopportunità del protezionismo e incentivando la libertà del mercato.
Tra le misure auspicate ci sono quelle di stabilizzare il settore finanziario e di fornire lo stimolo per sostenere la crescita e per creare nuovi posti di lavoro, il tutto tenendo fede all'impegno di mantenere la sostenibilità fiscale degli aiuti di Stato forniti al settore dell'economia.
Infine la lotta ai paradisi fiscali per evitare grossi depositi di denaro finalizzati ad evadere il fisco per la quale si è deciso di affidare un ruolo fondamentale all'OCSE, l'Organizzazione per la cooperazione e lo sviluppo economico.

### Politica internazionale
Sulla politica internazionale grande rilievo è stato dato alla corsa all'armamento nucleare prospettata dal governo dell'Iran. Posizione unanime dei leader intervenuti al G8 nel definire inaccettabile la volontà iraniana di dotarsi di armi nucleari.

### Aiuti ai Paesi poveri
Per le misure prese per far fronte alla povertà nei paesi del Terzo mondo, i leader del vertice, allargati alla presenza dei Paesi africani, hanno stabilito nella cifra di 20 miliardi di dollari in tre anni, il fondo destinato agli aiuti.